# BABU
BABU是台湾的漫画搭档，成员有鮭魚仔和小鯊龍，代表作《血黑犬》，另外也負責林迺晴原作的《聖劍Online》漫畫版。其中鮭魚仔為臺灣男性漫畫家，小鯊龍（1982年5月30日—）则是臺灣的女性漫畫家，2011年以〈血黑犬〉獲得金漫獎「最佳少年漫畫類獎」入圍名單之一。

## 作品一覽

### 漫畫
- 檳榔特攻隊（全4冊）
- 血黑犬（全13冊）
- 聖劍Online（1冊待續）[1]
- SINNERS罪魂使（全7冊）
- 違反校規的跳投（全1冊）
- OFF META 非典型玩家（1冊待續）

### 短篇漫畫
- 《KOA in LaLaLand》

## 外部連結
- 鯊&鮭的奮鬥雜記（页面存档备份，存于）